# Kreuzkrug (Gumtow)
Kreuzkrug ist ein Wohnplatz im Ortsteil Vehlow der Gemeinde Gumtow im Landkreis Prignitz in Brandenburg.

## Geografie
Der Ort liegt zwei Kilometer nordnordwestlich von Vehlow. Die Nachbarorte sind Brüsenhagen im Nordosten, Vehlow im Südosten, Brüsenhagen-Berg im Südwesten, Kolrep Ausbau im Westen sowie Kolrep im Nordwesten.